# 매 맞는 여성 증후군
매 맞는 여성 증후군 또는 피학대 여성 증후군(Battered woman syndrome, BWS)은 일반적으로 친밀한 파트너의 손에 의한 지속적인 신체적, 정신적, 성적 학대로 인해 발생하는 심리적 트라우마이다. 이 증후군은 친밀한 파트너 폭력(Intimate Partner Violence, IPV)으로 알려진 질환 그룹 중 하나이며 우울증, 불안, 외상후 스트레스 장애(PTSD) 증상, 심지어 신체 건강 문제까지 유발할 수 있다. BWS는 또한 두려움 때문에 행동하고 추가 피해를 피하려고 시도하는 "생존 성격"의 발달로 이어질 수 있다. BWS의 증상은 흔히 신체적, 심리적, 행동적 세 가지 범주로 구분된다. 신체적으로 BWS 피해자는 타박상, 뼈 부러짐 또는 만성 피로와 같은 신체적 부상이나 질병의 징후를 나타낼 수 있다. 심리적으로는 우울증, 불안, 낮은 자존감, 무력감, 죄책감, 두려움을 경험할 수 있다. 행동적으로 피해자는 자가격리, 자살 충동, 약물 남용 등 다양한 행동을 보일 수 있다. BWS의 효과는 사람마다 다를 수 있다는 점을 인식하는 것이 중요하다. BWS 치료에는 일반적으로 개인 및 그룹 치료와 가족 및 친구의 지원이 포함된다. 치료는 피해자가 건강한 대처 메커니즘을 개발하고, 학대 행위의 원인을 파악하고, 자존감을 구축하도록 돕는 데 중점을 둘 수 있다. 또한, 피해자가 안전한 주택과 법률 지원 및 상담과 같은 기타 자원에 접근할 수 있도록 보장하는 것이 중요하다. BWS는 남성 파트너로부터 심리적, 신체적, 성적 등 지속적인 친밀한 파트너 폭력을 겪은 여성이 나타내는 징후와 증상의 패턴이다. ICD-9(코드 995.81)에서는 피학대자 증후군(battered person syndrome)으로 분류되지만 DSM-5에서는 분류되지 않는다. 외상후스트레스장애(PTSD)의 하위범주로 진단될 수 있다.
이 증후군은 남성 파트너를 살해한 여성에게 신체적, 정신적으로 학대를 가한 경우에 사용되어온 피학대 여성 법적 방어의 기초이다. 이 상태는 레노어 E. 워커(Lenore E. Walker)가 처음으로 광범위하게 연구했는데, 그는 마틴 셀리그먼의 학습된 무력감 이론을 사용하여 여성이 학대하는 남성과 관계를 유지하는 이유를 설명했다.
진단은 주로 여성을 중심으로 이루어졌지만, 특히 법적 방어의 일환으로 피학대 증후군(battered person)이라는 용어를 사용할 때 남성에게도 적용되는 경우가 있었다. 법적 방어로서 정당방위, 도발, 광기 기반 방어 등의 방어에 포함될 수 있다. '피학대 여성 증후군'이라는 용어는 일부 생존자 옹호자들에 의해 법정 밖에서는 사용되지 않는 시대에 뒤떨어진 용어라고 비판을 받아왔다. 그러나 법원은 변화하는 속도가 느리기 때문에 많은 사람들이 이를 특정 증거를 제시하는 방법으로 사용하고 있다. 옹호자들 사이와 법원 외부에서 사용되는 새로운 용어는 범죄화된 생존자이다.

## 같이 보기
- 가정폭력
- 여성에 대한 폭력
- 남성에 대한 폭력
- 아동 학대